# Piper petiolare
Piper petiolare är en pepparväxtart som beskrevs av C. Dc.. Piper petiolare ingår i släktet Piper och familjen pepparväxter. Inga underarter finns listade i Catalogue of Life.